# Трансвааль, страна моя, ты вся горишь в огне…
Трансвааль, Трансвааль, страна моя!
Ты вся горишь в огне!
Под деревом развесистым
Задумчив бур сидел.
О чём задумался, детина,
О чём горюешь, седина?
Горюю я по родине,
И жаль мне край родной.
Сынов всех девять у меня,
Троих уж нет в живых,
А за свободу борются
Шесть юных остальных.
А старший сын — старик седой
Убит был на войне:
Он без молитвы, без креста
Зарыт в чужой земле.
А младший сын — тринадцать лет —
Просился на войну,
Но я сказал, что нет, нет, нет —
Малютку не возьму.
Отец, отец, возьми меня
С собою на войну —
Я жертвую за родину
Младую жизнь свою.
Отец, не будешь ты краснеть
За мальчика в бою -
С тобой сумею умереть
За родину свою!..
Я выслушал его слова,
Обнял, поцеловал
И в тот же день, и в тот же час
На поле брани взял.
Однажды при сражении
Отбит был наш обоз,
Малютка на позицию
Патрон ползком принёс.
И он в пороховом дыму
Дошел до наших рот,
Но в спину выстрелил ему
Предатель-готтентот.
Настал, настал тяжёлый час
Для родины моей,
Молитесь, женщины,
За ваших сыновей.
Трансвааль, Трансвааль, страна моя!
Бур старый говорит:
За кривду Бог накажет вас,
За правду наградит.
«Трансвааль, страна моя, ты вся горишь в огне…» — русская народная песня, созданная на основе стихотворения Галины Галиной.

## История песни
Стихотворение Галины Галиной «Бур и его сыновья» было опубликовано осенью 1899 года. Этими стихами Галина откликнулась на события Англо-бурской войны, в которой неизменным сочувствием мировой общественности пользовались буры.
Попав в народ, стихи были переделаны — у Галиной не было даже первых строчек о Трансваале, ставших названием песни. Мелодия и народная вставка появились под влиянием песни «Среди долины ровныя». Песня пользовалась в России популярностью и после Англо-бурской войны, особенно во время войн (Первой мировой и Гражданской). Как о важной примете начала XX века о ней вспоминали Константин Паустовский, Михаил Исаковский, Виктор Шкловский, Лев Кассиль, Михаил Слонимский, Александр Фадеев.
Песня прозвучала в кинофильмах «Балтийцы» (1937) и «Кортик» (1954). Также песня звучит в фильме «Жила-была одна баба» (2011) года в исполнении Юрия Шевчука.
В 2002 году песня была исполнена Ириной Ежовой.